# 洛巴赫
洛巴赫是德国巴登-符腾堡州的一个市镇。总面积14.91平方公里，总人口2397人，其中男性1193人，女性1204人（2011年12月31日），人口密度161人/平方公里。